# Gene Bilbrew

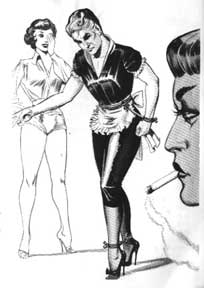
Ženy oblékly muže do ženských šatů, 1960

Eugene "Gene" Bilbrew (29. června 1923 - květen 1974) byl afroamerický karikaturista, autor komiksů, ilustrátor a umělec se zaměřením na fetiš. Patřil k nejplodnějším ilustrátorům obálek knih s tematikou fetiše. Svá díla podepisoval vlastním jménem, ale vystupoval také pod pseudonymy ENEG ("pozpátku Gene"), Van Rod nebo Bondy.

## Život a dílo
Bilbrew se narodil 29. června 1923 v Los Angeles a velmi brzy se u něho projevil talent na kreslení. Také vystupoval jako zpěvák se skupinou Basin Street Boys. 
Svou kariéru začal v Los Angeles Sentinel, africko-amerických novinách, kde ilustroval společně s Billem Alexandrem komiksovou sérii The Bronze Bomber. Bronze Bomber byl první černý superhrdina. Byl také autorem série Hercules v časopise Health Magazine. Během svého života nezávisle pracoval na úkolech v rámci afroamerické komunity, později produkoval moderní umění ve stylu „cover art“ pro knihy Gypsy Witch Dream Book a Old Aunt Dinah's Dream Book pro společnost Wholesale Sales Corp.
Kolem roku 1951 se Bilbrew stal asistentem vlivného umělce Willa Eisnera při práci na komiksovém časopisu The Spirit (Duch) kde Bilbrew převzal sérii Clifford (stránku malého humoru) poté, co byl původní autor Jules Feiffer povolán do armády. Bilbrewův Clifford vydávalo jako týdenní komiks sdružení General Features od roku 1951 do roku 1952.
Jeho známost začala počátkem padesátých let minulého století, kdy se na doporučení Erica Stantona (který pracoval pro Irvinga Klawa) začal zabývat oblastí fetish art. Také produkoval mnoho ilustrací pro Leonarda Burtmana, vydavatele fetish časopisu Exotique mezi lety 1955 a 1959.

## Smrt
Zatímco jeho kariéra klesala s příchodem cenzurních zákonů šedesátých let, jeho zdravotní stav se zhoršil na počátku 70. let. Podle Erica Stantona zemřel Gene Bilbrew na předávkování v zadní části knihkupectví pro dospělé na Times Square v květnu 1974.